# Amisulpride
L'Amisulpride è un farmaco appartenente alla famiglia delle "benzammidi sostituite" che, in analogia al composto correlato sulpiride, è utilizzato nel trattamento di diversi disturbi psichiatrici e digestivi.
A basse dosi è utilizzato nel trattamento dei disturbi depressivi e ansiosi (come la depressione, sia moderata che grave), della distimia e dei disturbi somatoformi mentre a dosaggi elevati è un antipsicotico atipico usato nel trattamento delle psicosi nella schizofrenia, degli episodi maniacali nel disturbo bipolare. Recentemente è stato indicato anche nel trattamento dell'emesi post-operatoria in monoterapia o in combinazione con altri farmaci anti-emetici.
Fu introdotto in commercio negli anni '90 dalla società Sanofi-Aventis ed è venduta in Italia con i nomi commerciali di Deniban, Solian, Sulamid, Sulpitac, Amitrex o Soltus.

## Storia
L'Amisulpride fu sintetizzata nei laboratori della Synthelabo (ora Sanofi-Aventis ) e commercializzata a partire dai primi anni novanta in Francia per il trattamento della schizofrenia e dei disturbi psicotici, sia acuti che cronici. Nonostante le importanti evidenze cliniche a supporto della sua efficacia e tollerabilità nel trattamento di tali patologie, solo nel decennio successivo fu approvata per gli stessi usi in altri paesi soprattutto europei. Nel frattempo in Italia, a partire dagli anni '70, diversi gruppi di ricerca avevano cominciato ad esplorare l'applicazione nel trattamento della depressione di molecole ad azione dopaminergica, come appunto le benzammidi sostituite (di cui fanno parte Sulpiride a Amilsulpride), tant'è che proprio l'Italia fu il secondo paese dopo la Francia ad autorizzarne la vendita, anche se inizialmente con la sola indicazione per il trattamento della distimia.
È utilizzata in molti paesi europei (Francia, Germania, Italia, Svizzera, ed altri) oltre che in Australia per il trattamento della psicosi e della schizofrenia.
La società britannica Acacia Pharma, quotata in borsa, aveva presentato alla Food and Drug Administration una domanda di approvazione per l'Amilsulpride nel trattamento della nausea e del vomito post-operatori (PONV). Nel febbraio 2020, la FDA ha approvato la molecola per questa indicazione in formulato per iniezione (nome commerciale: Barhemsys) dopo aver inizialmente respinto la domanda nell'ottobre 2018 e di nuovo nel maggio 2019 a causa di carenze nella documentazione.
L'Amilsupride non è approvata negli Stati Uniti per il trattamento di alcun disturbo psichiatrico. La società produttrice Sanofi presentò nel 1998 una prima domanda di autorizzazione al commercio alla Food and Drug Administration, ma poco dopo ritirò la richiesta. Benché l'azienda non fornì dettagli sulle motivazioni di tale scelta, il cofondatore e CEO della LB Zachary Prensky affermò che alla base c'erano valutazioni essenzialmente economiche: il brevetto sarebbe infatti scaduto nel giro di pochi anni e la società ritenne perciò di non poter ripagare l'investimento della costosa richiesta di immissione in commercio negli Stati Uniti a fronte dei ritorni economici previsti.
L'Amisulpride è disponibile come farmaco generico a seguito della decadenza del brevetto nel 2008.

## Farmacologia
L'Amisulpride agisce principalmente come antagonista dei recettori D2 e D3 della dopamina, con una costante di dissociazione rispettivamente pari a 3.0 e 3.5 nM, mostrando una selettività preferenziale per l'area mesolimbica e stimolando la sintesi ed il turn-over della dopamina. Sebbene dosi superiori ai 200 mg al dì, utilizzate per il trattamento della psicosi, inibiscano la neurotrasmissione dopaminergica, dosi tra 50 ed i 200 mg determinano un blocco preferenziale degli autorecettori pre-sinaptici che si traduce nell'effetto opposto e cioè in una facilitazione della attività della dopamina. È per questa ragione che a basse dosi l'amisulpride viene utilizzata utilizzate per il trattamento della depressione e della distimia (depressione cronica di modesta entità). Per questo, l'Amisulpride è indicata in alcuni studi come un modulatore dell'attività della dopamina piuttosto che come un semplice antagonista.
Recentemente è stato dimostrato che questa molecola agisce anche come un potente antagonista dei recettori 5HT7 della serotonina (Ki = 11.5 nM) e questa azione ha probabilmente un ruolo centrale negli effetti antidepressivi della molecola.  Alcuni degli altri farmaci antipsicotici atipici come il risperidone e lo ziprasidone sono essi stessi antagonisti potenti dei recettori 5HT7, e gli stessi antagonisti selettivi del recettore mostrano proprietà antidepressive. Per comprendere il ruolo esercitato dal recettore 5-HT7 negli effetti antidepressivi della amisulpride, è stato effettuato uno studio in vivo su una popolazione di topi con recettori 5-HT 7 "fuori uso". Questo studio ha dimostrato che su due modelli di depressione ampiamente utilizzati nei topi, il test di nuoto forzato (FST) ed il test di sospensione dalla coda, questi topi non evidenziavano una risposta antidepressiva in seguito al trattamento con amisulpride. Questi risultati indicano chiaramente che l'antagonismo sul recettore 5-HT7 svolge un ruolo importante negli effetti antidepressivi della amisulpride. L'affinità per questo recettore dipende però dal particolare stereoisomero preso in considerazione: difatti è stato dimostrato che la s-amisulpiride è la forma responsabile dell'azione sui siti dopaminergici (per i quali ha una affinità circa 40 volte superiore che per i recettori serotoninergici), mentre la d-amisulpiride è quella che presenta la maggiore affinità per i recettori della serotonina (circa 50 volte maggiore che per quella della dopamina). Nel complesso, la miscela racemica di entrambi i composti è quella che fornisce una azione bilanciata sui diversi target.
L'amisulpride e la sulpiride, molecola ad essa correlata, hanno dimostrato di legarsi e di attivare il recettore GHB a dosi che vengono normalmente utilizzate a fini terapeutici. L'attivazione del recettore GHB è nota per inibire il rilascio di dopamina e sembra avere essa stessa effetti neurolettici. Per questo motivo si ritiene che l'azione della amisulpride e della sulpiride su questo recettore possa contribuire alla loro efficacia terapeutica nel trattamento della psicosi.
L'amisulpride sembra legare anche i recettori serotoninergici 5HT2B dove agisce da antagonista (Ki = 13 nM) ma il significato clinico di tale azione non è stato ancora delineato. Come gli altri composti di questa classe si è dimostrato in grado di attivare la demetilazione del DNA nelle cellule cerebrali (in particolari le GABAergiche) promuovendo l'espressione genica, la cui repressione sembra essere implicata in diversi disturbi mentali.
Amisulpride, sultopride e sulpiride (composti ad essa correlati) mostrano rispettivamente una affinità in vitro decrescente per i recettori D2 (IC50 = 27, 120 and 181 nM) e D3 della dopamina (IC50 = 3.6, 4.8 and 17.5 nM).
Dopo una singola dose orale di 50 mg di miscela racemica, la Amisulpride mostra un rapido assorbimento con una biodisponibilità assoluta del 50% ed un profilo di assorbimento bifasico.  La clearance renale si attesta sui 17–20 l/h che mostra una variazione non significativa con la dose somministrata ma che si correla linearmente con la clearance della creatinina (la clearance plasmatica sistemica è di 31–421/h).

## Usi clinici
Attualmente le indicazioni cliniche approvate da AIFA sono due: 
- Trattamento della schizofrenia.[12]
- Trattamento della distimia (Psiconevrosi ansioso-depressiva con cenestopatia e somatizzazione) sia a breve che a medio termine.[13]

### Trattamento della depressione e dei disturbi d'ansia
L'Amisulpride è approvata in Italia per il trattamento della Distimia (depressione cronica di medio-lieve entità, comprese le forme miste ad ansia e con disturbi di somatizzazione) essendo in grado di aumentare l'umore del paziente e di determinare un'azione disinibente, facilitando in particolare il contatto interpersonale e comportando per il soggetto un rinnovato interesse per l'ambiente familiare e sociale, nonché moderandone l'ansia, la ruminazione ed i sintomi neurotici.
Tuttavia studi rilevano che l'Amisulpride, usata come antidepressivo, è significativamente più efficace della Sertralina, della Imipramina e pari alla Amitriptilina e alla Amineptina nel trattamento di varie forme di depressione, compresa la depressione maggiore, con una velocità di azione più elevata (minore di 2 settimane, contro le 4-6 tipicamente richieste dagli altri antidepressivi). In almeno altri 6 studi clinici volti a confrontare efficacia e tollerabilità nel trattamento della depressione maggiore e della distimia, Amisulpride si è dimostrata equivalente o superiore ad altri trattamenti standard per queste patologie (compresi Imipramina e Fluoxetina).
In uno studio volto a indagarne gli effetti ansiolitici attraverso la scala HAM-A (Hamilton Anxiety Scale), si è osservata una diminuzione del punteggio maggiore di quella osservato con Fluoxetina 20 mg/die, considerata attualmente come un trattamento di prima linea per i disturbi d'ansia ed utilizzata perciò come comparatore.
Degli studi mostrano che l'aggiunta di Amisulpride ad un trattamento antidepressivo con SSRI ne potenzia gli effetti terapeutici nei pazienti con patologia resistente al trattamento.

### Trattamento delle psicosi e della schizofrenia
Una Cochrane Review del 2010 condotta da un gruppo di ricercatori della Technische Universität di Monaco, prendendo spunto da una vasta revisione della letteratura, ha esaminato l'efficacia e la tollerabilità di amisulpride confermando che la sua efficacia almeno pari a quello di olanzapina e risperidone e migliore di quello di ziprasidone. Secondo un altro studio pubblicato sulla rivista "The Lancet" è più efficace e tollerabile degli antipsicotici tipici (anche di aloperidolo, notoriamente di elevata efficacia) nel trattamento della schizofrenia, in particolare nei confronti dei sintomi negativi della malattia. L'amisulpride migliora le funzioni cognitive globali, tra cui attenzione e la memoria, ed esercita inoltre effetti antidepressivi nei pazienti con schizofrenia.
Una meta-analisi completa pubblicata nel 2019 su JAMA che ha confrontato 32 antipsicotici ha identificato l'amisulpride come il secondo antipsicotico più efficace nel ridurre i sintomi complessivi nei pazienti schizofrenici (dietro a clozapina) e il più efficace in termini di riduzione dei sintomi positivi. L'amisulpride è risultata migliore della clozapina anche in termini di tollerabilità ed effetti collaterali.
Nel 2005, in un ampio studio clinico condotto in 13 paesi noto come EUFEST si è confrontata l'efficacia di cinque farmaci nel trattamento del primo esordio psicotico. Insieme all'olanzapina, l'amisulpride ha registrato i tassi più bassi di interruzione del trattamento. Alcuni anni dopo, Kahn ha condotto un altro studio clinico noto come OPTiMiSE, che ha rilevato che il 56% delle persone affette da schizofrenia ha raggiunto la remissione dei sintomi dopo sole quattro settimane di trattamento con amisulpride.
Benché abbia un profilo farmacologico simile a quello degli antipsicotici di prima generazione (selettività verso i recettori della dopamina senza significativa affinità per quelli della serotonina 5-HT2A), quello degli effetti collaterali è più simile ai farmaci di seconda generazione determinando infatti una bassa incidenza di sintomi extra-piramidali. Causa inoltre un minore aumento di peso rispetto ad altri antipsicotici, risperidone compreso, e non peggiora il profilo lipidico e l’indice di massa corporea.
Il farmaco è stato sperimentato anche in combinazione con altri farmaci, come antiparkinsoniani e anticolinergici, così come in associazione alla Clozapina per potenziarne gli effetti terapeutici nel caso di pazienti affetti da forme di schizofrenia particolarmente resistenti al trattamento.

### Trattamento dell'emesi post-operatoria e dei disturbi digestivi
Ha dimostrato efficacia nel trattamento dell'emesi post-operatoria e dei disturbi digestivi, in analogia alla sulpiride. La levo-sulpiride è ampiamente utilizzata per il trattamento di disturbi digestivi di vario genere essendo un efficace antiemetico, antidispeptico e procinetico. Attualmente negli Stati Uniti è approvata solo con l'indicazione del trattamento e della prevenzione del vomito e dell'emesi post-operatori (PONV) in monoterapia o in combinazione con altri farmaci anti-emetici.
Uno studio ha dimostrato efficacia nel trattamento nella sindrome da affaticamento cronico.

## Effetti collaterali
Gli effetti collaterali sono in genere lievi e dose dipendenti, per cui è ottimamente tollerato specie a basse dosi come quelle utilizzate per la depressione. Effetti collaterali comuni possono essere insonnia o sonnolenza, nausea, mal di testa, aumento ponderale, ansia. Non causa generalmente effetti collaterali da sospensione, tuttavia quando utilizzato come antipsicotico e in analogia ad altri farmaci della stessa categoria, se interrotto bruscamente dopo trattamenti prolungati può dare origine a psicosi di rimbalzo e peggioramento dei sintomi.
L'aumento di peso, che si può verificare specie a dosaggi elevati, è comunque minore rispetto a quello provocato da altri farmaci utilizzati per lo stesso scopo.
Comporta comunemente (in maniera simile alla sulpiride) un deciso aumento della concentrazione ematica di Prolattina, il che può causare, specie dopo un trattamento prolungato e ad alte dosi, amenorrea e galattorrea nelle donne, nausea, aumento di peso, insonnia, acatisia, disfunzioni sessuali (quest’ultimo in misura minore rispetto a farmaci simili della sua stessa classe o altri antidepressivi come gli SSRI\SNRI). Tuttavia tale aumento viene efficacemente controllato con l'aggiunta di un farmaco opportuno come quinagolide (per via della scarsa interazione farmacodinamica), cabergolina o nei casi meno gravi con estratti di Vitex agnus-castus, senza sortire effetti collaterali aggiuntivi; meno comunemente può provocare un aumento del QT (alterazione riscontrabile all'elettrocardiogramma). In caso di sovradosaggio l'amisulpride è stato collegata ad episodi di torsione di punta.
La discinesia tardiva è riportata in letteratura come raro ma pur sempre possibile effetto collaterale tipico della classe farmacologica di appartenenza.

### Controindicazioni
- Feocromocitoma
- Ipersensibilità al farmaco o ai suoi eccipienti,
- Allattamento materno[35]
- Tumore ipofisario prolattino secernenti
- Donne in età fertile non sottoposte a terapia contraccettiva e ragazzi al di sotto dei 15 anni di età per via dei possibili effetti collaterali sul sistema endocrino

## Dosi terapeutiche
La posologia della amisulpride varia in funzione del tipo di manifestazione psicotica da trattare; generalmente il dosaggio oscilla da 300-400 a 800 mg/die. Raramente si può arrivare ad un massimo consentito di 1200 mg/die.
Nel caso di trattamento della distimia il dosaggio terapeutico consigliato è di 50 mg/die o più secondo parere medico.

### Sovradosaggio
In caso di sovradosaggio i sintomi presenti sono: sonnolenza, sedazione, coma, ipotensione e sintomi extrapiramidali. Non esistono antidoti conosciuti, l'emodialisi è scarsamente efficace; se presenti sintomi extrapiramidali occorre somministrare farmaci anticolinergici; è necessario il monitoraggio cardiologico del paziente per la comparsa del prolungamento del QT.

## Gravidanza e allattamento
Nell'allattamento il farmaco è controindicato perché escreto nel latte; in gravidanza non è consigliato pur non essendoci prove sull'animale e sull'uomo di teratogenicità.

## Curiosità
L’amisulpride, pur essendo considerato uno degli antipsicotici più efficaci e meglio tollerati, è stato approvato negli Stati Uniti solo recentemente.
Il professor Ira Glick, autore di numerosi studi sugli antipsicotici, ha affermato che la causa è da ricercarsi nel fatto che le industrie farmaceutiche non avrebbero ottenuto guadagni consistenti a fronte delle spese necessarie a far approvare negli Stati Uniti questo nuovo farmaco.
Secondo i risultati di un sondaggio online, l'amisulpride quando utilizzato come antidepressivo, è risultato il farmaco più efficace e meglio tollerato tra tutti gli antidepressivi.